# کامندول
کامندول (به صربی: Kamendol) یک منطقهٔ مسکونی در صربستان است.